# Dennis Bergkamp
Dennis Nicolaas Maria Bergkamp (Amsterdam, 10. svibnja 1969.) umirovljeni je nizozemski profesionalni nogometaš i sadašnji nogometni trener.

## Rani život
Rođen je unutar obitelji koje obožava nogomet (toliko da su mu nadjenuli ime po Denisu Lawu). Tijekom djetinjstva bio je obožavatelj Glenna Hoddlea, igrača koji je tada igrao za Tottenham Hotspur

## Nogometna karijera

### Ajax
Bergkamp je svoje prve korake započeo u Ajaxu gdje je debitirao u Eredivisie sezone 1986. – 87. gdje se pokazao kao vrlo dobar igrač osvajajući tri puta za redom titulu najboljeg strijelca u nizozemskoj ligi. 1990. Bergkamp je osvojio Eredivisie, a 1987. i 1993. Kup Nizozemske, 1993. je osvojio i Nizozemski superkup, te Kup pobjednika kupova 1987. i Kup UEFA 1992.

### Inter
U ljeto 1993. kupuje ga F.C. Internazionale Milano u paru sa suigračem Wimom Jonkom, njegov transfer koji je stajao 25 milijardi tadašnjih Talijanska lira odmah je hvaljen kao transfer godine, time je neroazzure učinio kandidatima za osvajanje naslova. Tijekom sezone Serie A 1993./1994 nije uspio postići pogodak čak 6 mjeseci, njegove su izvedbe bile ispod svih očekivanja. Nije se uklopio niti u talijansku ligu, niti u ekipu koja je strahovala od propadanju u Serie B. Ostao je u Italiji dvije sezone (svakako dajući svoj veliki doprinos Interu u osvajanju Kupa UEFA 1994., gdje je postigao 8 pogodaka u 11 utakmica ukljućujući hat-trick protiv Rapid Bukurešta).
Nakon razočaravajućeg iskustva u Interu kojeg je odveo samo bod od ispadanja u Serie B, prodan je u Arsenal u Engleskoj

### Arsenal
Tijekom jedanaest sezona u Premiershipu pokazao je svu svoju vrijednost postajući oslonac ekipe i osvajajući englesku ligu 1998., 2002. i 2004., četiri puta FA kup te četiri puta Community Shield. 1998. je proglašen najboljim igračem engleske lige, osvajajući "FWA" i "PFA" nagradu Premiershipa. Bio je čvrsta napadačka točka topnika s Overmarsom prije, a kasnije s Henryjom. Bergkamp je bio u dva navrat vrlo blizu osvajanja Zlatne lopte, 1992. je završio treći iza van Bastena i Stoičkova, a drugi 1993. iza Roberta Baggia.

## Reprezentacija
Za nizozemsku reprezentaciju odigrao je 79 utakmica postigavši 37 pogodaka. Na Euru 1992., Nizozemska je bila jedna od favorita jer je bila prvak, a poraz su doživjeli u polufinalu na jedanaesterce protiv Danske, koja je u nastavku osvojila prvenstvo pobjedom protiv Njemačke. Bergkamp je napravio mnoge predstave, a prvenstvo je završio kao najbolji strijelac. Na Svjetskom prvenstvu 1994. izgubili su u četvrtfinalu od budućeg prvaka Brazila.I ovaj je puta Bergkamp završio s tri pogotka. Na Europskom 1996. Nizozemska nogometna reprezentacija ispala je u četvrtfinalu, a Bergkamp je postigao samo jedan pogodak protiv Švicarske. Na Svjetskom 1998. Nizozemska nogometna reprezentacija je ispala u polufinale na jedanaesterce od Brazila.Bergkamp je tu postigao tri pogotka. Na Euru 2000. Nizozemska je izgubila u polufinalu, naravno na jedanaesterce i to od Italije. U toj su utakmici Nizozemci uspjeli promašiti čak pet od šest jedanaesteraca. Bergkamp je tada igrao prekrasan nogomet. Ukratko, najbolji Bergkampovi rezultati s reprezentacijom su dva druga mjesta na Euru 1992. i 2000. te četvrto mjesto na Svjetskom 1998.

## Strah od letenja
Bergkamp je poznat po svom strahu od letenja. Čini se da se ovaj strah pojavio tijekom Svjetskog prvenstva u SAD-u 1994. kada je jedan novinar što je putovao s njim izjavio da je u avionu bomba čega se Bergkamp silno prestrašio. To je napravilo mjesta Bergkampovom nadimku Non Flying Dutchman (Nizozemac koji ne leti). Zbog tog straha Bergkamp je često preskakao utakmice Arsenala izvan Velike Britanije.

## Privatni život
Dennis Bergkamp oženjen je Henritom Ruizendaal s kojom ima četvero djece: kćeri Estelle, Yasmin, i Saffron i sina Mitchel. Velik mu je prijatelj Marc Overmars.

## Vanjske poveznice
- Bergkampova biografija
- Profil  Arhivirana inačica izvorne stranice od 26. travnja 2009. (Wayback Machine) na stranici NationalFootballMuseum.com